# Працуты
Працу́ты (бел. Працу́ты, пол. Pracuty) — деревня в Сморгонском районе Гродненской области Белоруссии.
Входит в состав Жодишковского сельсовета.
Расположена в северной части района. Расстояние до районного центра Сморгонь по автодороге — около 24,5 км, до центра сельсовета агрогородка Жодишки по прямой — чуть более 5,5 км. Ближайшие населённые пункты — Дексна, Постарини-III, Ставбутево.
Согласно переписи население Працут в 1999 году насчитывало 22 жителя.
Через деревню проходит автомобильная дорога местного значения Н7953 Постарини-III — Працуты.
В нескольких стах метров к востоку от деревни располагается территория охотничьего заказника «Жодишковский».